# Interkommunales Gewerbegebiet
Der Begriff interkommunales Gewerbegebiet bezeichnet die Zusammenarbeit mehrerer Kommunen bei der Planung, Realisierung und Vermarktung von Gewerbegebieten. Das Konzept ist Teil der Nachhaltigkeitsstrategien verschiedener politischer Ebenen. Interkommunale Gewerbegebiete stellen durch die Entwicklung einer Gemeindegrenzen und administrative Grenzen übergreifenden Strategie einen Baustein regionaler Entwicklung dar.
Bei der Ausgestaltung der Zusammenarbeit sind vielfältige Kombinationen rechtlicher und administrativer Instrumente möglich. Eine Anknüpfung an vorhandene Erfahrungen in anderen Aufgabenfeldern der Kommunalpolitik ist oft möglich (z. B. Abwasserverbände, ÖPNV, Bibliotheken, Schulen, Stadtplanung).

## Motivation
Durch Konkurrenzdenken, die Furcht vor der Abwerbung von Betrieben und Einwohnern sowie Befürchtungen an Steuerkraft zu verlieren war die Zusammenarbeit mehrerer Kommunen bis in die 1990er Jahre eine Ausnahme. Besonders in den Beziehungen zwischen Städten in Ballungsräumen und ihren Umlandkommunen spielten solche Befürchtungen eine große Rolle. In einzelnen Fällen sind diese auch durch gezielte Abwerbungsversuche belegt.
Die wirtschaftlichen Tendenzen der Globalisierung und insbesondere der Europäisierung haben dazu geführt, dass nicht mehr die Standortqualität einer einzelnen Kommune entscheidend ist, sondern die der gesamten Region. Die bisher bestehende innerregionale Konkurrenz der Kommunen ist durch eine Konkurrenz der Regionen erweitert worden. Während in den Ballungsräumen bereits zur Aufrechterhaltung oder zur Wiederherstellung der Funktionsfähigkeit des Siedlungsraums eine Zusammenarbeit unausweichlich ist, können sich die Gemeinden nur noch gemeinsam gegen die Konkurrenz anderer Regionen behaupten. Diese volkswirtschaftliche Perspektive spiegelt sich jedoch nur selten in den lokalen Ansätzen zu Kooperationen wider. Beispiele, die in diese Richtung weisen sind die Zukunftsinitiative Aachener Raum e. V. (ZAR) und die Technologieregion Karlsruhe sowie die Regionalkonferenzen in Nordrhein-Westfalen.
Als Gründe für interkommunale Kooperationen bei der Gewerbeflächenpolitik haben sich die folgenden drei Aspekte durchgesetzt:
- Gemeinden, die eigene Flächen für die Entwicklung des Gewerbegebietes einbringen werden – zumindest teilweise – von den Kosten für die Entwicklung (Ankauf, Erschließung, Zinsen etc.) entlastet.
- Konflikte um neue Gewerbegebiete in anderen beteiligten Gemeinden sind vermeidbar, Kosten für die nicht mehr notwendige Entwicklung solcher Gebiete fallen nicht mehr in der ursprünglichen Höhe an und die Kommune nimmt trotzdem an einer erfolgreichen Gebietsentwicklung durch Steuereinnahmen und Arbeitsplatzentwicklung teil.
- Durch Ausweitung des Suchraumes für den besten Standort eines neuen Gewerbegebiets auf alle beteiligten Kommunen ist eine Optimierung des Mitteleinsatzes möglich und die Berücksichtigung ökologischer Belange am besten erreichbar. Darüber hinaus wird die Konkurrenzsituation innerhalb der Region selbst entschärft und die Erpressbarkeit der Kommunen reduziert.

Entsprechend sind auch die Gründe, die Kommunen dazu veranlassen, Kooperationen anzustreben:
- Flächenknappheit in der Gemeinde, die nur mit unverhältnismäßigem Aufwand oder gar nicht zu beheben ist;
- bereits vorhandene Konzentration innerhalb der kommunalen Nachbarschaft auf einen zentralen Gewerbestandort;
- Restriktionen, die gewerbliche Bauflächen nur an bestimmten Standorten zulassen;
- die Suche nach gemeinsamen Nutzen (Synergieeffekte);
- in einzelnen Fällen die Größe der Aufgabe – durch Investorenwünsche bestimmt oder aus politischem Kalkül –, die von der initiierenden Gemeinde allein nicht bewältigt werden kann.

## Rahmenbedingungen
Oft wird die Suche nach Kooperationen von einzelnen Gemeinden aus einer Zwangssituation (Flächenengpässe, Großvorhaben) heraus aufgenommen. Dieser Zwang reicht erfahrungsgemäß nicht für eine erfolgreiche Kooperation aus.
Mitentscheidende Faktoren sind
- die Vorgeschichte der Kooperation, die das historisch gewachsene Verhältnis der beteiligten Kommunen bezüglich Konkurrenzbeziehungen (Gewerbe, großflächiger Einzelhandel, Einwohner) einbezieht;
- externe Einflussnahmen, z. B. durch übergeordnete Behörden. Eine solche Einflussnahme kann fördernd wie auch hemmend wirken;
- mentale oder persönliche Barrieren zwischen den beteiligten Akteuren. Hier kommt es vor allem auf die gleichwertige Behandlung unterschiedlich großer Kooperationspartner an (Vermeidung von Dominanzverhalten). Häufig stimmt auch die „Chemie“ zwischen den Beteiligten nicht;
- ein weiterer Stolperstein ist der Prozess der Kooperation selbst. Dieser muss den Erwartungen der Beteiligten angemessen verlaufen, Probleme treten auf, wenn die Zielsetzungen zu hoch geschraubt werden und einen besonders hohen Aufwand erfordern.

## Praktische Probleme
Für das Gelingen kommunaler Kooperationen kann bereits entscheidend sein, zu welchem Zeitpunkt und durch wen die Initiative ergriffen wird. Eine Kommune etwa, die ein besonderes Interesse an einer Zusammenarbeit hat, wird es schwer haben, eine positive Resonanz bei ihren Nachbarn zu erzeugen, wenn diese nur in geringem Maße von dieser Zusammenarbeit profitieren. Es ist in solchen Fällen vorteilhaft, wenn die Initiative von außerhalb (z. B. Bezirksregierung) kommt.
Die Auswahl der Flächen für das gemeinsam zu entwickelnde Gewerbegebiet ist häufig durch bereits vorhandenen Grundbesitz der Kommunen oder in Bauleitplänen ausgewiesenen Flächen in den Umrissen bestimmt. Es sind jedoch auch andere Konstellationen denkbar:
- der Großraum des zu planenden Gebietes liegt fest, nicht jedoch die genauen Begrenzungen und die Größe. In solch einem Fall ist ein grundsätzlicher Konsens möglich, der mit Hilfe von Fachgutachten verifiziert werden kann.
- das geplante Gewerbegebiet einer Gemeinde stößt bei der Regionalplanung auf Ablehnung und wird nur unter der Voraussetzung zugestanden, dass die Kontingente benachbarter Gemeinden hierauf angerechnet werden. In solch einem Fall liegen Größe und Umgrenzung des Gebietes bereits fest.

Eine wesentliche Frage ist die Auswahl der zu beteiligenden Gemeinden oder Privatinvestoren. Die Teilnahme an einer Kooperation ist nicht daran gebunden, ob die Teilnehmer eigene Flächen einbringen. Es bedarf daher belastbarer Kriterien, die für die Auswahl sprechen. Dieses können z. B. Arbeitsmarkt- und Pendlerverflechtungen sein. Auch kann die Einbeziehung privater Akteure sinnvoll sein, wenn es sich z. B. um Besitzer großer Flächen im Entwicklungsbereich handelt oder um Besitzer, die ihre Flächen nicht verkaufen (z. B. Kirchen).
Als Rechtsformen für interkommunale Gewerbegebiete kommen in Betracht:
- Arbeitsgemeinschaften, erforderlich hierzu ist lediglich ein öffentlich rechtlicher Vertrag;
- Zweckvereinbarungen, erforderlich ist ein öffentlich rechtlicher Vertrag, Private können hier nicht teilnehmen;
- Zweckverband, durch Satzung wird eine neue Körperschaft öffentlichen Rechts mit sehr weitgehenden Gestaltungsmöglichkeiten geschaffen;
- gemeinsames Kommunalunternehmen, durch Satzung wird eine neue Körperschaft öffentlichen Rechts geschaffen.

Neben diesen spezifisch kommunalwirtschaftlichen Formen besteht die Möglichkeit eine GmbH durch Gesellschaftsvertrag zu gründen (Verwaltungsprivatrecht).
Die zu wählende Rechtsform für die Kooperation hängt vom Zweck der Zusammenarbeit ab. Zu unterscheiden sind hier folgende Fälle:
- nur Planung und Abstimmung
- Planung, Abstimmung und gemeinsame Erschließung
- Planung, Abstimmung, gemeinsame Erschließung und Vermarktung.

Eine Frage, an der Kooperationen leicht scheitern können, ist die Aufteilung der Aufwendungen und Einnahmen aus dem gemeinsamen Projekt. Als Einnahmen fallen solche aus Grundstücksverkäufen, Grundsteuer und Gewerbesteuer an.
Als Verteilungsmaßstäbe bieten sich die eingebrachten Flächenanteile der Gemeinden, die Einwohner- oder Beschäftigtenzahlen der Gemeinden und die Relationen der Gewerbesteuereinnahmen der Gemeinden an. Darüber hinaus sind auch gleichmäßige Aufteilungen und Sondervereinbarungen denkbar.
Probleme können bei Gewerbegebieten entstehen, die sich über mehrere Gemeindegebiete erstrecken und in den Gemeinden unterschiedliche Gewerbesteuerhebesätze gelten. Ähnliche Probleme treten bei unterschiedlichen Gebührensätzen für Infrastrukturdienstleistungen auf.

## Politische Einordnung
Durch das auf politischer Ebene diskutierte Konzept „Europa der Regionen“ sollen Veränderungen in Gang gesetzt und unterstützt werden, durch welche nationalstaatliche Grenzen und Beschränkungen im Zusammenleben der europäischen Völker umgangen werden. Das in den letzten drei Jahrhunderten durchgesetzte Konzept der Nation wird vielfach als eine Konstruktion der Vergangenheit betrachtet: „Die Kleinstaaterei ist die wahre Heimat aller Deutschen! Übrigens gilt das nicht nur für Deutschland. Im Grunde handelt es sich um ein europäisches Phänomen, einmal abgesehen von den Franzosen, die nach wie vor auf den Zentralismus schwören. Die Europäer verfahren nach dem alten Motto: Teile, aber herrsche nicht.“(Hans Magnus Enzensberger: Ach Europa! Wahrnehmungen aus sieben Ländern).
Schlagworte wie Heimat und davon abgeleitete Begriffe wie bodenständig oder heimatverbunden haben seit etwa 1970 weite Verbreitung im Sprachgebrauch gefunden und scheinen auf ein weit verbreitetes Bedürfnis nach kollektiven Identitäten hinzuweisen. In ihnen wird ein Gegengewicht zu globalisierenden und individualisierenden Tendenzen gesehen. Hierbei bewegen sich die Bedeutungsmuster der Begriffe zwischen Provinz und Landschaft. Sie wecken damit Assoziationen an Unberührtheit oder landwirtschaftliche Prägung bis hin zu Blut und Boden. Auf Grund der pragmatischeren Annahme des Begriffs durch Wissenschaft und Bürokratie hat sich das Verständnis von diesen Begriffen zu einem emotionsloseren Umgang damit verändert.
In dieser Perspektive wird der Nationalstaat als territoriale Einheit durch die Region abgelöst. Die Region erhält nun politische Funktionen um die territoriale Dezentralisierung umzusetzen. Öffentliche Aufgaben sollen auf untere Ebenen verlagert werden, um bürgernahe Demokratie und Effizienzsteigerungen zu ermöglichen. Dabei spielen in die Planungen der Kabinette, Staatskanzleien und Ministerien auch Interessenkonflikte hinein, die teilweise tiefreichende historische Wurzeln haben. So befriedigt der Regionalismus in manchen Fällen auch unerfüllte oder unterdrückte Nationalismen.
Im Rahmen der europäischen Regionalpolitik ist die Schaffung kommunaler und regionaler Kooperationen auch zu einem landespolitischen Ziel geworden, dass sich in den Koalitionsvereinbarungen verschiedener Bundesländer (z. B. Baden-Württemberg, Nordrhein-Westfalen) findet. Dabei werden in der Praxis weniger die politischen Ziele der europäischen Integration als vielmehr die ökologischen, wirtschaftlichen und standort-planerischen Vorteile der Zusammenarbeit hervorgehoben.
Die politische Zielrichtung der europäischen Regionalpolitik ist die Beseitigung regionaler Disparitäten. Für die Beseitigung dieser Ungleichgewichte hat die EU drei Strukturfonds gebildet (EFRE, ESF, EAGFL). Aus diesen Fonds können gebietsbezogene Projekte gefördert werden, die den Zielen der EU-Förderpolitik entsprechen. In den meisten Fällen wählt jedoch nicht die Europäische Kommission die zu fördernden Projekte aus, sondern diese Aufgabe fällt den nationalen oder regionalen Behörden zu, die für die Durchführung der Programme zuständig sind. Praktisch gesehen heißt dies, dass sich Projektorganisatoren, die um Finanzmittel nachsuchen, an die zuständigen nationalen oder regionalen Instanzen wenden müssen.

## Kritik interkommunaler Gewerbegebiete
Es wird von Skeptikern eingewandt, ein Erfolg für kommunale Kooperationen setze Win-Win-Situationen voraus, so dass hiermit keine Lösung in Konkurrenzsituationen um knappe Ressourcen zu erreichen sei. Erst durch Stärkung regionaler Kompetenzen und Zuständigkeiten innerhalb des Planungssystems – etwa durch die Aufwertung des Flächennutzungsplans – könne diesem Handicap begegnet werden.
Die Ergebnisse kommunaler Zusammenarbeit seien oft abseits sachlicher Erwägungen zustande gekommen und stellten lediglich den kleinsten gemeinsamen Nenner dar.
Wie die Praxis zeige, könnten Langfristige Perspektiven kaum in freiwilligen Kooperationen eröffnet werden.
Die gemeindeübergreifende Zusammenarbeit könne gerade unter dem Aspekt des Flächenverbrauchs kontraproduktiv sein. So würden z. B. interkommunale Gewerbegebiete häufig auf Standorten realisiert, die im Grenzgebiet zweier Gemeinden, also im Außenbereich lägen. Dieses Argument wird verstärkt durch die als Voraussetzung angesehene Lage der Gewerbegebiete an einer Autobahn – nach dem Motto: „Das Gewerbegebiet braucht eine gute Adresse.“